# Varronia tarodaea
Varronia tarodaea là loài thực vật có hoa trong họ Mồ hôi. Loài này được J.S. Mill. mô tả khoa học đầu tiên năm 2007.